# Trilophosauria
Trilophosauria é uma ordem de répteis fósseis do Triássico aparentados com lagartos relativos aos arcossauros. O gênero mais conhecido é o Trilophosaurus, um herbívoro de até 2,5 metros de altura. Tinha um crânio incomum e excessivamente pequeno, equipado com dentes molares grandes e aplanados com superfícies tosadas agudas para triturar material vegetal duro. Os dentes estão ausentes no pré-maxilar e na frente das mandíbulas inferiores, que em vida provavelmente foram equipadas com um bico cornudo.

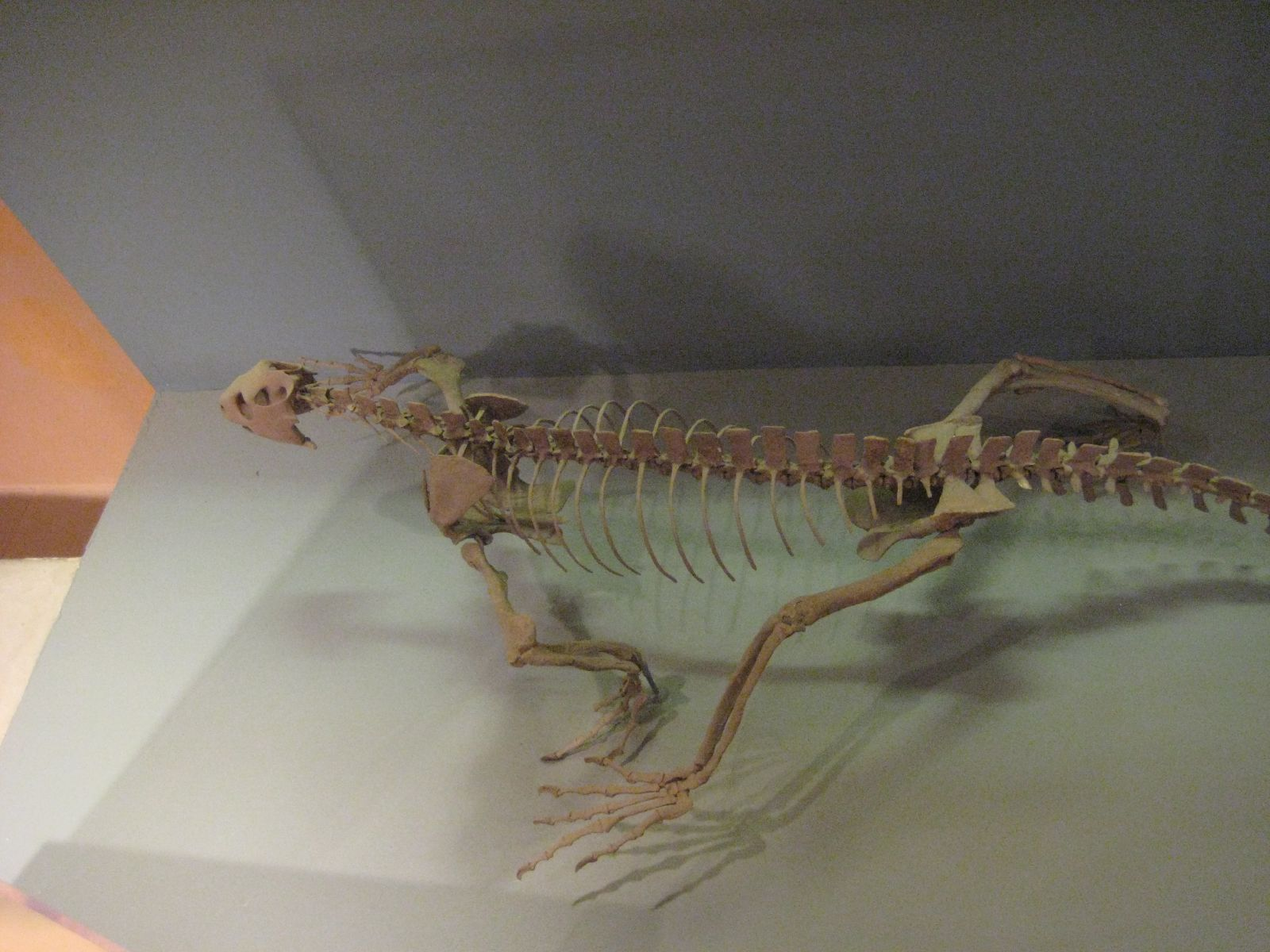
Trilophosaurus buettneri

O crânio também é incomum na abertura temporal inferior que está ausente, dando a aparência de um crânio euriapsido, e originalmente os trilofossauros foram classificados com os placodontes e os Sauropterygia. Carroll (1988) sugere que a abertura mais baixa pode ter sido perdida para fortalecer o crânio.
Trilofossauros são há muito conhecidos apenas do Triássico Superior da América do Norte e Europa.